# Emil Pocola
Emil Pocola (n. 1 mai 1879, Almaș, Bihor) a fost un pedagog, editor, învățător în Bocșa (1900-1924), revizor școlar de control în Sălaj și președinte al Asociația Învățătorilor din Județul Sălaj.

## Biografie
Emil Pocola s-a născut pe 1 mai 1879, în Almaș, Bihor, ca fiu al preotului Demetriu Mocan Pocola, de obârșie din Munții Apuseni. Anii copilăriei i-a petrecut în Bocșa, Sălaj. Școala primară o face în Bocșa, iar gimnaziul inferior îl termină în Zalău. De aici, pregătindu-se pentru cariera de învățător, trece la preparandia din Gherla, pe vremea păstoriei Episcopului Ioan Szabo de la Eparhia de Cluj-Gherla. În 1 septembrie 1898, a primit chemarea preotului T. Lengyel din Stremț, oferindu-i postul de cantordocinte la școala confesională greco-catolică din Săliște. Ca învățător, Emil Pocola a fost alături de Ioan Chira și Gheorghe Șimonca, cei mai devotați apostoli ai școalei românești, pe care i-a avut tractul protopopesc Băsești pe atunci. Doi ani la aceasta școală, i-a fost hărăzit norocul să se introducă în casa, în biblioteca lui Gheorghe Pop de Băsești. După ieșirea la pensie a învățătorului G. Andrei de la școala confesională din Bocșa, Emil Pocola, candidatul poporului la postul de învățător din aceea comună, a fost chemat și confirmat în acest post începând cu ziua de 1 septembrie 1900. A stat neîntrerupt în acest post de învățător în Bocșa timp de 24 ani.
Sub președinția învățătorului Daniil Graur din Giurtelecu Șimleului, împreună cu Ioan P. Lazăr și Simion Oros este fondator al săptămânalului Gazeta Învățătorilor în 1912. A fost membru, apoi vicepreședintele al Reuniunii Învățătorilor Români Sălăjeni, iar după război a fost președinte al Asociației Învățătorilor din Județul Sălaj, pe care a organizat-o în anul 1919.
Președinția Consiliului Dirigent, cu scripta No. 4274 Sibiu, la 10 octombrie 1919, îi exprimă învățătorului Emil Pocola recunoștința sa pentru munca depusă în propășirea culturii naționale, iar Ministerul Instrucțiunii din București, cu ordinul No. i4.911—1924, îl numește revizor școlar de control în învățământul primar având ca teritoriu arondat plasa Tășnad și o parte din plasa Șimleu Silvaniei din județul Sălaj. Emil Pocola a fost pensionat începând cu 1 ianuarie 1930.

## Distincții
- Medalia de recunoștință a Asociației învățătorilor din jud. Sălaj i-a fost conferită în ziua de 8 noiembrie 1930, în Zălau.